# USS LST-330
O USS LST-330 foi um navio de guerra norte-americano da classe LST que operou durante a Segunda Guerra Mundial.